# Perióstraco
O perióstraco, ou periostracum, é a camada mais externa da concha de um molusco ou de braquiópode, extremamente rígida, similar a uma película de espessura variável, composta unicamente de material orgânico como uma rede de proteínas (conchiolina) associadas a quinonas. Sua principal função é fornecer proteção mecânica contra predadores e erosão e sua secreção é realizada por células denominadas "pregas do manto". 